# 岬太郎
岬 太郎（みさき たろう）は、高橋陽一の漫画『キャプテン翼』に登場する架空のサッカー選手。血液型はAB型。

## 人物

### プロフィール

渋江公園に設置されている岬太郎のブロンズ像。

ポジションはMF。大空翼の盟友であり、通称「フィールドのアーティスト」。出生地は不詳であり、画家である父親・一郎と全国各地を転々とする生活をしていた。そのため、所属チームも転々としており、どのようなタイプの選手とでもすぐにコンビプレーができる抜群の適応能力を持っている。
翼に匹敵するほどの実力の持ち主であり、小学6年の対抗戦の日に南葛小に転校してきて以来、翼と共に「ゴールデンコンビ」と呼ばれ、偶然ながらツインシュートも放っている。南葛小以前には、明和FCやふらの小に所属経験があり、日向を小次郎と呼び、松山を呼び捨てにする間柄である。
他人を思いやる優しい性格で、小学生時代には離婚した父親を気遣い、母親のことは父親の前では話さず「自分にはもったいない息子」と父親に言わしめた。天真爛漫な翼と比較して大人びた面を見せている（母親と再会した時は涙を流していた）。その一方で、試合での正念場などでは激しい気性を見せることもある。
主な背番号は11番。フル代表、ジュビロ等では、「3+8」（=11） の背番号を使用している。

### 経歴
山里小学校 - 須本小学校 -  千葉県・九十九里FC - 埼玉県・明和小学校サッカー部/明和FC（日向小次郎とのチームメイト） - 北海道・ふらの小学校サッカー部 - 大阪府・難波SC（※ここまで一部順序不明）- 静岡県・南葛小学校サッカー部/南葛SC - 宮城県・西峰小学校サッカー部 - フランス日本人学校（所属クラブなし）- 南葛中学校 - 南葛高校サッカー部 - ジュビロ磐田 - パリ・サンジェルマン　

#### 小学生編
南葛小に転校して以降、翼と抜群のコンビプレイで南葛SCの全国制覇に大きく貢献した。対花輪戦では誤ってオウンゴールをした石崎を責めるなど気持ちがバラバラになったチームメイト達を一喝し、大会後に転校することを告げたことでチームのまとまりを回復した。準決勝では戦意を喪失した翼の代わりにゲームメーカーとしてチームを鼓舞した。決勝戦では試合途中で右足等を負傷しながらも最後まで活躍した。
その一か月後、母親・山岡由美子が彼を引き取りたいと申し出るも、「僕は山岡太郎じゃない、岬太郎だ」と言い、一郎の仕事のためともに渡仏。多くのクラブチームからスカウトを受けるが翼達ともう一度プレーする日を夢見て全て断っており、特定のチームに所属せず、草サッカーやフランスの学生との学校別親善試合を続けていたが、助っ人で参加したことはある。その間に西ドイツにて若林と邂逅していた事が、翼への若林からの手紙で判明している。後にエル・シド・ピエールと出会い、ライバルとなる。

#### ジュニアユース編
片桐に代表入りを勧められるも、長年のブランクのある自分ではチームの足を引っ張るのではないかと悩んでいた。その後、自分の実力を試すために一人でフランスジュニアユースに殴り込みをかけた。この際、スタンドで観戦していたナポレオンも飛び入りで参加し、ナポレオンとのコンビプレイでゴールを奪った。フランスの町で偶然翼に再会、チーム入りを決意する。その後の練習ではブランクをいささかも感じさせない華麗な動きを見せ、本大会でも翼とのコンビプレイで大活躍し、優勝に大きく貢献した。その一か月後、彼の大会でのプレーを見た一郎が富士山を描く決意を固め、南葛中学に転校、短期間ではあるが卒業まで再び翼と同じ時間を過ごした。

#### ワールドユース編
南葛高校のサッカー部員としてチームをけん引するも、三たび日向率いる東邦に阻まれたが三年生のインターハイは日向の足の負傷の為、優勝した。オランダユースとの親善試合では一時キャプテンを務めた。卒業後はJリーグに入団せず、ワールドユースに専念しようと皆に提案する。新監督・賀茂港の命令で一時的に全日本を離脱させられていた間は世界を放浪し、各国の情報収集やブーメランシュートの習得などに努めた。アジア予選制覇後、ついに母親・由美子と再会したが、妹・美子を身を挺してかばって交通事故に遭い左足に大きな負傷をしてしまう。大会出場は絶望視されるが、驚異のリハビリで無理をおして決勝戦のみ途中出場し、日本の優勝に大きく貢献する。なお、アジア予選終了時にパリSGにスカウトされているが、上記の負傷を理由に話は流れ、J・J・オチャドが代わりに入団することになる。

#### ROAD TO 2002
長期の再リハビリから復帰し、フランスリーグへの挑戦の前に、ジュビロ磐田に入団し活躍する。

#### GOLDEN-23
不在の翼に代わってトップ下を勤め、日本の中心選手として活躍する。リハビリによって下半身の優れたバランスを得たが、そのたび重なる無理のため、左足にこれ以上傷を負うと選手生命の危機に関わると忠告されている。

#### 劇場版
『キャプテン翼 危うし！全日本Jr.』
何らかの事情で行方不明になっている為、本人は未登場。翼はその真相を知っている描写があるも劇中では語られなかった。

## 戦歴
- 小学6年生
  - 町の対抗戦（修哲小サッカー部と引き分け）
  - 全日本少年サッカー大会優勝
  - ヨーロッパ遠征でのヨーロッパ少年サッカー大会優勝（テレビ昭和版）
  - ヨーロッパ遠征での親善試合でヨーロッパ選抜チームに勝利（劇場版）
- 中学3年生
  - 国際ジュニアユース選手権大会優勝
- 高校1年生
  - 全国高等学校サッカー選手権大会準優勝
- 高校2年生
  - 全国高校サッカー選手権大会準優勝
- 高校3年生
  - 全国高校総体（インターハイ）優勝（日向小次郎は足の負傷により欠場）
  - 全国高等学校サッカー選手権大会準優勝
- 18歳-19歳
  - ワールドユース選手権大会優勝
- 21歳-22歳[10]
  - マドリッドオリンピック出場

## 得意技

### 原作に登場する技
オーバーヘッドキック
ジャンピングボレー
ジャンプしながらボレーシュートを放つ。
原作では岬以外にも数多くの選手が使用するが、テクモ版では他の使い手が少なく、「IV」までは岬専用の必殺技であった。
ヒールリフト
両足でボールをはさみ、かかとでボールを上空に上げてそのまま相手を抜き去るドリブル技。
ゴールデンコンビ
翼とのコンビ技で、高速でワンツーリターンを繰り返して相手を抜き去る技。
ツインシュート
翼とのコンビ技で、2人同時にシュートを放つ技。小学生の全国大会決勝で初披露となった場面では、岬がアシストで翼がゴールとされた。
ライジングサンのアルゼンチン戦では松山とのツインシュートも披露した。
時間差オーバーヘッド
翼とのコンビ技。小学生編決勝で披露。岬がオーバーヘッドにいくと見せかけて時間差を作り（これで日向のブロックのタイミングを外す）、翼がオーバーヘッドを打つ。若島津は一歩も動けなかった。
オーバーヘッドツインシュート（ダブルオーバーヘッドシュート）
翼とのコンビ技で、オーバーヘッドキックでツインシュートを放つ。
テクモ版では｢III｣より登場するが、翼からは使用不可。表記は「オーバーヘッドツイン」。
グリーンカットパス
バックスピンをかけたパス。RJ7との復帰をかけた試合で使い、ライン際でボールを止めてみせた。
ブーメランシュート
全日本離脱後、アフリカにて習得したまるでブーメランのように大きな弧を描きながら飛んでいくシュート。
ブーメランパス
ブーメランシュートをパスに応用したもの。
閃光雷獣シュート
翼&日向とのコンビ技で、日向から送られた雷獣パスをスカイウイングシュートでツインシュートを行う技。
スピード・スライド・シュート（SSS）
足のリハビリ中に取得した技。高速で曲がり落ちるシュート。
岬ターン
高速でのボールさばきで相手を抜き去るドリブル技。
古川ターン
フットサルコンビの古川が得意とする変則ドリブル技。古川から盗み覚えた。

### 劇場版に登場する技
名称は全て作中の実況によるフレーズより。
トリプルオーバーヘッド
『ヨーロッパ大決戦』に登場。岬がオーバーヘッドによるパスを日向に送り、日向がそれをオーバーヘッドで翼に送り、最後に翼がオーバーヘッドでシュートする技。
トリプルコンビ
『ヨーロッパ大決戦』と『危うし！全日本jr.』に登場。翼と岬のゴールデンコンビ、日向と沢田の明和コンビ、松山と小田のふらのコンビの6人でパス回しをするという技。『危うし！全日本jr.』では翼と岬のゴールデンコンビの代わりを翼と三杉のニューゴールデンコンビが務めた。

## テクモ版
「II」では南葛高校のキャプテンとして2度の全国制覇を果たす。翼参加前の全日本ではキャプテンとして親善試合を戦った。また、サンパウロとの対戦において、初めて翼と対戦した。｢III｣でフランスに渡り、｢IV｣では翼の所属するサンパウロと、｢V｣では松山の所属するマンチェスターと対戦した。基本能力は高いが、浮き球以外の必殺シュートを持っていない。

### 経歴
南葛高校（II） - シャンゼリゼ（III） - マルセイユ（IV） - パリ（V）

### テクモ版での技
ムーンサルトパスカット
「III」「IV」に登場。ムーンサルトキックでパスカットをする技。原作でも小学生編の難波戦で同様の動きを見せている。
素早いフェイント
「メガCD版」に登場。素早く巧みに動いて相手の攻撃をかわす。使用中は岬の体周辺が七色に光る。

## その他のゲームに登場する技

### KLab版
ダブルダイビングヘッド
対抗戦で使用した岬のダイビングヘッドからのパスを翼がダイビングヘッドで決める技。
全日本黄金トリオ
翼・岬・葵によるパス回し。

### バンダイ版
ピクチャレスクシュート
Nintendo Switch/PS4版「RISE OF NEW CHAMPIONS」に登場。カーブをかけたボールを放つ、芸術的なシュート。

## 担当声優
- 山田栄子 - テレビアニメ第1作、『たたかえドリームチーム』
- 小林優子 - テレビアニメ第2作『J』・少年期
- 結城比呂（現・優希比呂） - テレビアニメ第2作『J』・青年期
- 雪乃五月（現・ゆきのさつき） - テレビアニメ第3作・少年期
- 鳥海浩輔 - テレビアニメ第3作・青年期
- 福原綾香 - テレビアニメ第4作[13]